# Aeroporto Internazionale di Montréal-Mirabel
L'aeroporto di Montréal-Mirabel (IATA: YMX, ICAO: CYMX), è un aeroporto situato presso Mirabel, Québec in Canada.
L'impianto si trova 55 km a nord-ovest di Montréal e serve quasi esclusivamente come base cargo.

## Storia
Verso la fine degli anni sessanta, quando Montreal stava velocemente diventando una città di importanza mondiale, il governo canadese decise che l'aeroporto cittadino di Dorval non era abbastanza grande e fu approvata la costruzione del nuovo aeroporto in un'area a nord-ovest dal centro cittadino, per un totale di circa 400 km quadrati di grandezza. Inaugurato nel 1975 in vista delle Olimpiadi di Montreal del 1976, non fu mai usato pienamente. Inizialmente i voli nazionali restarono a Dorval, dove nel 1997 cominciarono ad essere trasferiti anche gli internazionali. L'ultimo volo di linea fu nel 2004, e da allora l'aeroporto viene utilizzato quasi esclusivamente per i voli degli aerei cargo.

## Demolizione
Il 1º maggio 2014, Aéroports de Montréal ha annunciato che l'edificio del terminal verrà demolito. Un contratto per la demolizione è stato assegnato all'azienda Delsan il 16 settembre 2014 per un costo stimato a $ 15 milioni. La demolizione del terminal e delle strutture di parcheggio circostanti è iniziata a metà novembre 2014.

## Nella cultura popolare
Alcune scene del film The Terminal del 2004 di Steven Spielberg sono state girate in alcune zone all'interno del terminal di Mirabel chiuso in quello stesso anno, e altre in esterni (sulla pista e all'ingresso del terminal). Tuttavia, quasi tutti gli interni furono girati su un set ricostruito in studio in California.